# Жубринек
Жубринек (пол. Żubrynek) — село в Польщі, у гміні Рачки Сувальського повіту Підляського воєводства.
Населення — 90 осіб (2011).
У 1975—1998 роках село належало до Сувальського воєводства.

## Демографія
Демографічна структура станом на 31 березня 2011 року:
|          | Загалом | Допрацездатний вік | Працездатний вік | Постпрацездатний вік |
| -------- | ------- | ------------------ | ---------------- | -------------------- |
| Чоловіки | 47      | 16                 | 26               | 5                    |
| Жінки    | 43      | 6                  | 25               | 12                   |
| Разом    | 90      | 22                 | 51               | 17                   |